# Seine Exzellenz Eugène Rougon

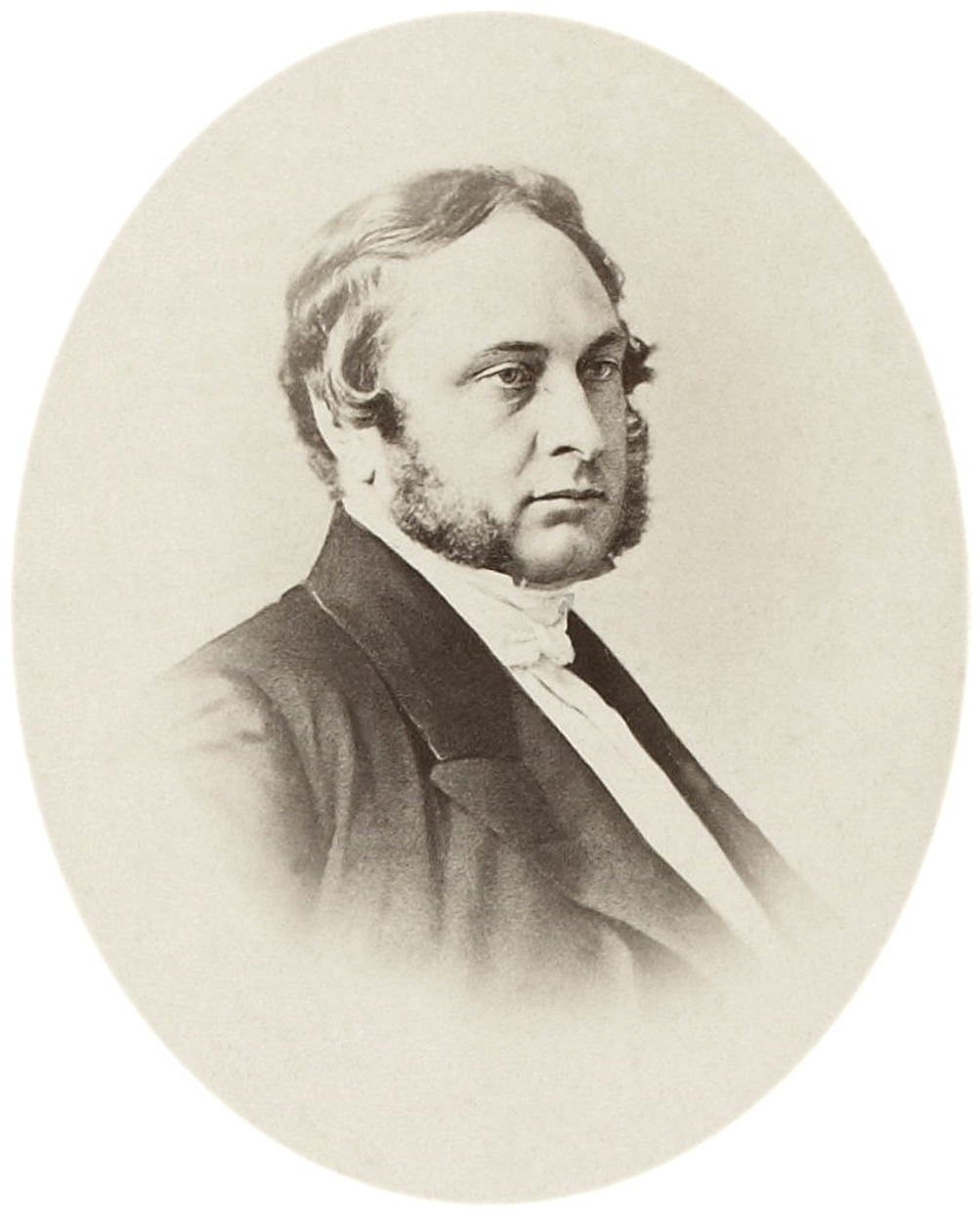
Eugène Rouher, angeblich das Vorbild oder eines der Vorbilder für Eugène Rougon

Seine Exzellenz Eugène Rougon (franz.: Son Excellence Eugène Rougon) ist ein Roman von Émile Zola aus dem Jahre 1876. Er ist der sechste Teil des zwanzigbändigen Rougon-Macquart-Zyklus. Er erschien zunächst als Fortsetzungsroman in der Zeitschrift Le Siècle. 1880 folgte die Buchausgabe bei Charpentier. 
Die Hauptperson Eugène Rougon ist der älteste Sohn von Pierre und Félicité Rougon, die dem Leser bereits aus Das Glück der Familie Rougon bekannt sind. Er ist zugleich der Bruder von Aristide Rougon/Saccard, dessen in Die Beute beschriebene Karriere er gefördert hat und der später in Das Geld wieder auftritt. Als Unterstützer von Napoleons III. Staatsstreich im Dezember 1851 hat Eugène eine Position als einflussreicher Politiker erlangt. 

## Handlung
Im Jahre 1857 erlebt Eugène ein Karrieretief. Wegen eines Erbschaftsanspruchs an einer Druckerei ist es zu einem Konflikt mit dem Kaiser gekommen, in dessen Folge Eugène von seiner Funktion als Premier der gesetzgebenden Versammlung zurücktritt. Daraufhin wendet sich seine von ihm protegierte Anhängerschaft allmählich von ihm ab. Die Italienerin Clorinde Balbi, eine Frau aus dubiosen Verhältnissen, hofft, an Eugènes Macht zu partizipieren. Eugène weigert sich, sie zu heiraten, weil er glaubt, durch eine eheliche Verbindung mit ihr nützliche gesellschaftliche Beziehungen zu zerstören. Stattdessen ermutigt er sie, den leicht beeinflussbaren Herrn Delestang zu heiraten.
Als Eugène von einem geplanten Mordanschlag auf den Kaiser Kenntnis erhält, beschließt er, untätig zu bleiben. Nach dem Scheitern des durch Felice Orsini im Jahre 1858 verübten Attentats ernennt ihn Napoleon III. zum Innenminister, verbunden mit der Aufgabe, Frieden und nationale Sicherheit zu gewährleisten. Eugène nutzt die damit verbundene Macht, um sich an politischen Widersachern zu rächen. Er lässt hunderte Anti-Imperialisten deportieren und belohnt seine loyalen Freunde mit Ehrungen, Posten und ihnen genehmen politischen Entscheidungen. Durch seine Protektion wird Delestang zum Minister für Landwirtschaft und Handel ernannt. Je mehr Eugènes Macht zunimmt, umso mehr wächst der Unmut seiner Anhänger. Sie sind der Ansicht, er habe nicht genug für sie getan, und beginnen, auf seinen Sturz hinzuarbeiten. Eugène ist in mehrere Skandale verwickelt. Im Zentrum der Intrigen steht Clorinde. Dank Eugènes Protektion ist sie zur Ministergattin und Geliebten des Kaisers geworden. Jetzt hat sie die Oberhand und damit die Gelegenheit, ihn für die Verweigerung ihres Eheansinnens zu strafen. Um die politische und persönliche Opposition gegen ihn zum Schweigen zu bringen, bietet Eugène auf Anraten Clorindes dem Kaiser seinen Rücktritt an. Er ist überzeugt, dass sein Angebot abgelehnt wird, doch Napoleon akzeptiert und ernennt dem Wunsch Clorindes entsprechend ihren Mann Delestang zum neuen Innenminister. Im Jahre 1862 wird Eugène zum Minister ohne besonderen Geschäftsbereich ernannt und erhält den Auftrag zur Herstellung der nationalen Einheit Italiens. Er ist mit beispielloser Macht ausgestattet. Scheinbar soll er eine Umgestaltung des Landes in weniger imperialistische, mehr liberale Formen umsetzen. Doch in Wahrheit hat er freie Hand, um den Widerstand zu zerschlagen, die Opposition zu beschneiden und die Presse zu kontrollieren.